# Запрешич
За́прешич (хорв. Zaprešić [ˈzâːpreʃitɕ]) — город в Хорватии, в Загребской жупании. Население — 17 538 человек в самом городе и 23 125 человек в административном районе города Запрешича (перепись населения 2001). Запрешич — второй по величине населённый пункт жупании после Велика-Горицы. В Большом Запрешиче проживает 51 040 человек.

## Общие сведения
Запрешич, часть Большого Загреба, находится в 13 километрах к западу от столицы. В 25 километрах на запад находится граница со Словенией.
Через Запрешич проходит автомагистраль A2 из Загреба в Мацель и далее в Словению, дорога из Загреба в словенский город Брежице и далее в Любляну и железная дорога Загреб — Любляна.

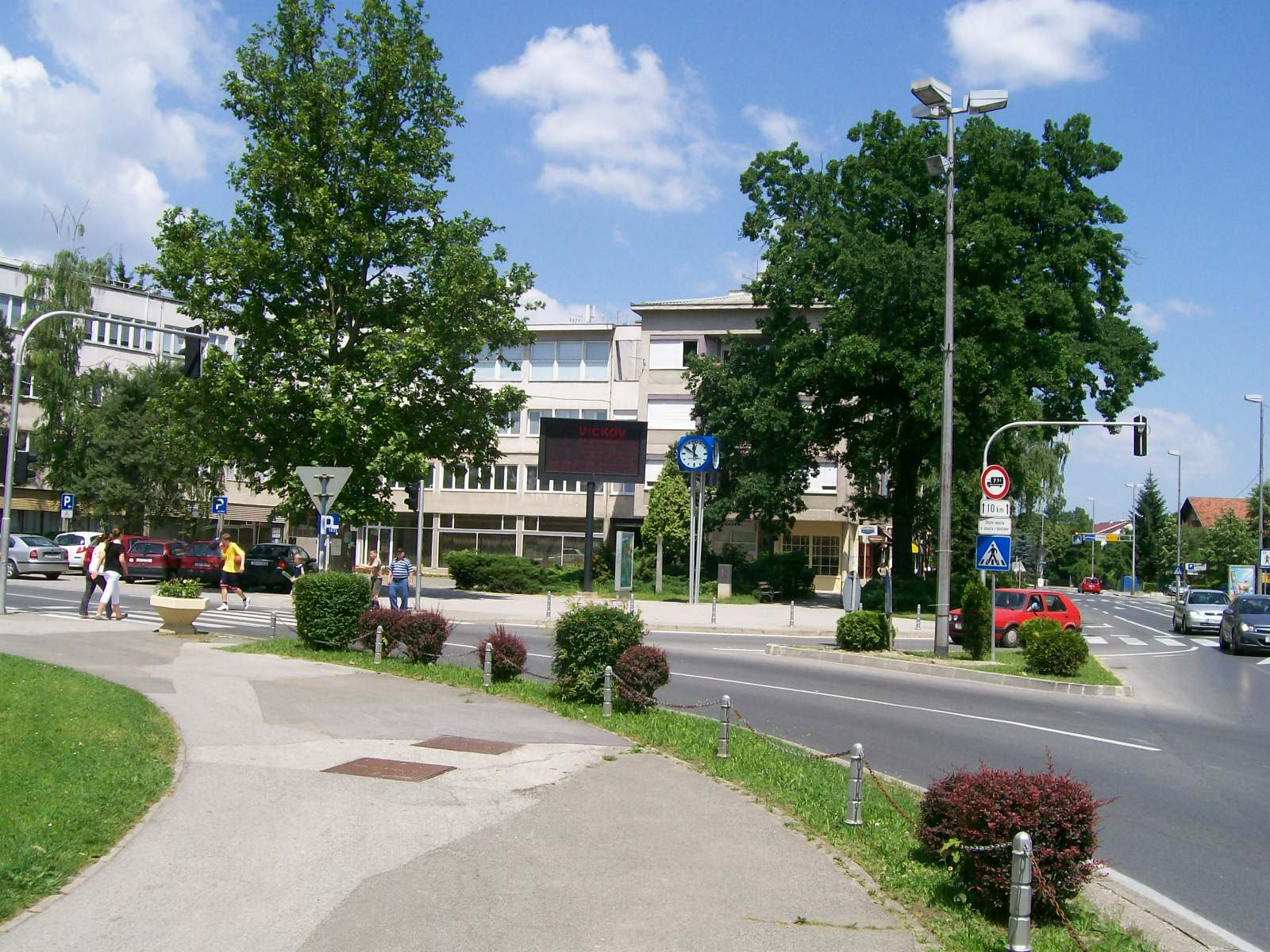
Центр Запрешича

Город находится в равнинной местности, в долине Савы, в двух километрах на север от самой реки. С востока и запада от города протекают ещё две реки — притоки Савы; на западе — Сутла, на востоке — Крапина. В Запрешиче располагаются несколько индустриальных предприятий.
Недалеко от города в селении Нови Двори находится могила Йосипа Елачича, знаменитого хорватского государственного деятеля.

## Административное деление
Запрешич состоит из девяти посёлков (хорв. naselje): Хрушевец Купльенски (Hruševec Kupljenski), Иванец Бистрански (Ivanec Bistranski), Яблановец (Jablanovec), Купльеново (Kupljenovo), Лужница (Lužnica), Меренье (Merenje), Поятно (Pojatno), Шибице (Šibice) и, крупнейший, Запрешич. Население посёлка Запрешич — 17 538 человек по переписи 2001 года, 20 733 человека по оценке Милиции Загреба (Район Запрешич). Кроме Запрешича, крупными посёлками являются Яблановец (1 342 человека) и Поятно (1 157 человек).